# Худ-Шифино, Джейлен
Джейлен Худ-Шифино (англ. Jalen Hood-Schifino, род. 19 июня 2003, Питтсбург, Пенсильвания) — американский профессиональный баскетболист, выступающий в НБА за клуб «Филадельфия Севенти Сиксерс». До прихода в НБА играл за университетскую баскетбольную команду «Индиана Хузерс». Был выбран «Лос-Анджелес Лейкерс» на драфте НБА 2023 года под общим 17 номером.

## Профессиональная карьера

### Саут-Бей Лейкерс / Лос-Анджелес Лейкерс (2023–2025)
«Лос-Анджелес Лейкерс» выбрали Худ-Шифино под 17-м номером на драфте НБА 2023 года.
На протяжении своего сезона новичка и второго года в НБА Худ-Шифино также играл за «Саут-Бей Лейкерс». 27 ноября 2023 года он дебютировал в НБА за «Лейкерс», проиграв со счётом 138–94 клубу «Филадельфия Севенти Сиксерс». 21 марта 2024 года Худ-Шифино перенёс операцию по микродискэктомии поясничного отдела позвоночника, досрочно завершив сезон.

### Делавэр Блю Коатс / Филадельфия Севенти Сиксерс (2025–настоящее время)
2 февраля 2025 года Худ-Шифино был обменян вместе с выбором во втором раунде драфта 2025 года от «Лейкерс» и еще одним от «Даллас Маверикс» в «Юту Джаз» в рамках сделки, которая отправила Луку Дончича, Макси Клебера и Маркиффа Морриса в «Лейкерс», а Макса Кристи, Энтони Дэвиса и выбор в первом раунде драфта 2029 года в «Даллас Маверикс». 7 февраля он был отчислен из «Джаз», не сыграв ни одной игры.
28 февраля 2025 года Худ-Шифино подписал двусторонний контракт с клубом Филадельфия Севенти Сиксерс.

## Статистика

### Статистика в НБА
| Сезон                                                                                    | Команда     | Регулярный сезон | Регулярный сезон | Регулярный сезон | Регулярный сезон | Регулярный сезон | Регулярный сезон | Регулярный сезон | Регулярный сезон | Регулярный сезон | Регулярный сезон | Регулярный сезон | Серия плей-офф | Серия плей-офф | Серия плей-офф | Серия плей-офф | Серия плей-офф | Серия плей-офф | Серия плей-офф | Серия плей-офф | Серия плей-офф | Серия плей-офф | Серия плей-офф |
| Сезон                                                                                    | Команда     | GP               | GS               | MPG              | FG%              | 3P%              | FT%              | RPG              | APG              | SPG              | BPG              | PPG              | GP             | GS             | MPG            | FG%            | 3P%            | FT%            | RPG            | APG            | SPG            | BPG            | PPG            |
| ---------------------------------------------------------------------------------------- | ----------- | ---------------- | ---------------- | ---------------- | ---------------- | ---------------- | ---------------- | ---------------- | ---------------- | ---------------- | ---------------- | ---------------- | -------------- | -------------- | -------------- | -------------- | -------------- | -------------- | -------------- | -------------- | -------------- | -------------- | -------------- |
| 2023/24                                                                                  | Лейкерс     | 21               | 0                | 5,2              | 22,2             | 13,3             | 60,0             | 0,6              | 0,4              | 0,1              | 0,1              | 1,6              | Не участвовал  | Не участвовал  | Не участвовал  | Не участвовал  | Не участвовал  | Не участвовал  | Не участвовал  | Не участвовал  | Не участвовал  | Не участвовал  | Не участвовал  |
| 2024/25                                                                                  | Лейкерс     | 2                | 0                | 7,0              | 100,0            | -                | 100,0            | 0,5              | 0,5              | 0,0              | 0,5              | 2,0              | Не участвовал  | Не участвовал  | Не участвовал  | Не участвовал  | Не участвовал  | Не участвовал  | Не участвовал  | Не участвовал  | Не участвовал  | Не участвовал  | Не участвовал  |
| 2024/25                                                                                  | Филадельфия | 13               | 0                | 23,2             | 37,1             | 30,4             | 84,2             | 2,0              | 2,8              | 0,4              | 0,5              | 7,8              | Не участвовал  | Не участвовал  | Не участвовал  | Не участвовал  | Не участвовал  | Не участвовал  | Не участвовал  | Не участвовал  | Не участвовал  | Не участвовал  | Не участвовал  |
|                                                                                          | Всего       | 36               | 0                | 11,8             | 32,9             | 26,2             | 73,2             | 1,1              | 1,3              | 0,2              | 0,3              | 3,9              | Не участвовал  | Не участвовал  | Не участвовал  | Не участвовал  | Не участвовал  | Не участвовал  | Не участвовал  | Не участвовал  | Не участвовал  | Не участвовал  | Не участвовал  |
| Наведите курсор мыши на аббревиатуры в заголовке таблицы, чтобы прочесть их расшифровку. |             |                  |                  |                  |                  |                  |                  |                  |                  |                  |                  |                  |                |                |                |                |                |                |                |                |                |                |                |

### Статистика в Джи-Лиге
| Сезон                                                                                    | Команда           | Регулярный сезон | Регулярный сезон | Регулярный сезон | Регулярный сезон | Регулярный сезон | Регулярный сезон | Регулярный сезон | Регулярный сезон | Регулярный сезон | Регулярный сезон | Регулярный сезон | Серия плей-офф | Серия плей-офф | Серия плей-офф | Серия плей-офф | Серия плей-офф | Серия плей-офф | Серия плей-офф | Серия плей-офф | Серия плей-офф | Серия плей-офф | Серия плей-офф |
| Сезон                                                                                    | Команда           | GP               | GS               | MPG              | FG%              | 3P%              | FT%              | RPG              | APG              | SPG              | BPG              | PPG              | GP             | GS             | MPG            | FG%            | 3P%            | FT%            | RPG            | APG            | SPG            | BPG            | PPG            |
| ---------------------------------------------------------------------------------------- | ----------------- | ---------------- | ---------------- | ---------------- | ---------------- | ---------------- | ---------------- | ---------------- | ---------------- | ---------------- | ---------------- | ---------------- | -------------- | -------------- | -------------- | -------------- | -------------- | -------------- | -------------- | -------------- | -------------- | -------------- | -------------- |
| 2023/24                                                                                  | Саут-Бей Лейкерс  | 15               | 15               | 35,4             | 47,3             | 43,2             | 80,0             | 4,7              | 5,3              | 0,9              | 0,6              | 22,0             | Не участвовал  | Не участвовал  | Не участвовал  | Не участвовал  | Не участвовал  | Не участвовал  | Не участвовал  | Не участвовал  | Не участвовал  | Не участвовал  | Не участвовал  |
| 2024/25                                                                                  | Саут-Бей Лейкерс  | 1                | 1                | 13,3             | 42,9             | 33,3             | -                | 1,0              | 1,0              | 0,0              | 0,0              | 8,0              | Не участвовал  | Не участвовал  | Не участвовал  | Не участвовал  | Не участвовал  | Не участвовал  | Не участвовал  | Не участвовал  | Не участвовал  | Не участвовал  | Не участвовал  |
| 2024/25                                                                                  | Делавэр Блю Коатс | 3                | 3                | 25,3             | 57,1             | 50,0             | 80,0             | 2,0              | 4,0              | 0,3              | 0,0              | 27,0             | Не участвовал  | Не участвовал  | Не участвовал  | Не участвовал  | Не участвовал  | Не участвовал  | Не участвовал  | Не участвовал  | Не участвовал  | Не участвовал  | Не участвовал  |
|                                                                                          | Всего             | 19               | 19               | 32,6             | 49,1             | 44,1             | 80,0             | 4,1              | 4,8              | 0,8              | 0,5              | 22,1             | Не участвовал  | Не участвовал  | Не участвовал  | Не участвовал  | Не участвовал  | Не участвовал  | Не участвовал  | Не участвовал  | Не участвовал  | Не участвовал  | Не участвовал  |
| Наведите курсор мыши на аббревиатуры в заголовке таблицы, чтобы прочесть их расшифровку. |                   |                  |                  |                  |                  |                  |                  |                  |                  |                  |                  |                  |                |                |                |                |                |                |                |                |                |                |                |

### Статистика в NCAA
| Сезон | Команда | Conf    | Class | GP | GS | MPG  | FG%  | 3P%  | FT%  | RPG | APG | SPG | BPG | PPG  |
| --- | ------- | ------- | ----- | -- | -- | ---- | ---- | ---- | ---- | --- | --- | --- | --- | ---- |
| 2022/23 | Индиана | Big Ten | FR    | 32 | 32 | 33,1 | 41,7 | 33,3 | 77,6 | 4,1 | 3,7 | 0,8 | 0,3 | 13,5 |
| Всего | Всего   | Всего   | Всего | 32 | 32 | 33,1 | 41,7 | 33,3 | 77,6 | 4,1 | 3,7 | 0,8 | 0,3 | 13,5 |
| Наведите курсор мыши на аббревиатуры в заголовке таблицы, чтобы прочесть их расшифровку Статистика приведена с сайта sports-reference.com |         |         |       |    |    |      |      |      |      |     |     |     |     |      |